# Wolfmother
Wolfmother blev dannet i 2000 af tre unge australske knægte, men deres lettere psykedeliske prototyperock ekkoer af hårdtslående 60'er og 70'er ikoner som Led Zeppelin og Black Sabbath – tilsat mere nutidige manerer ala Queens of the Stone Age og White Stripes.
I 2004 udgav de en demo-EP, der blev fulgt af endnu en EP med titlen Dimensions i 2006, der var fyldt til randen med energi og guitarriffs, og gjorde ulvemødrene yderst populære i hjemlandet. Senere i 2006 udsendte de debutalbummet Wolfmother.

## Diskografi

### Albums
- 2006: Wolfmother (Album)
- 2009: Cosmic Egg (Album)